# Косогов, Владимир Николаевич
Влади́мир Никола́евич Косого́в (родился 1 сентября 1986, Железногорск) — русский поэт.

## Биография
Окончил факультет филологии Курского государственного университета. Публиковался в журналах «Москва», «Нева», «Арион», «Знамя», «Октябрь» и др.
Финалист международного литературного конкурса «Проявление» (2010), победитель поэтического конкурса «Заблудившийся трамвай» (2016), Международного Волошинского конкурса (2016), премии «Лицей» (2017).
Автор книги стихов «Ширпотреб» (2017), выпущенной в издательстве «Воймега». Стихи Косогова были переведены на корейский язык и изданы в Южной Корее.
Живет в Курске, работает в СМИ. Ведет литературную мастерскую «Желтая тетрадь». Член Союза писателей Москвы.
Размышляя о современном литературном ландшафте, критик Сергей Баталов отнёс Владимира Косогова к «соловьям» курской поэтической школы наряду с Андреем Болдыревым и Романом Рубановым.

## Критика
- Павел Басинский: «Косогов называет себя в стихах „акмеистом седьмого дня“. Это неоклассицизм. Нет случайных слов, случайных рифм, случайных строк. „Классическая роза“, привитая Владиславом Ходасевичем к „советскому дичку“, расцвела и не боится морозов»[9].
- Эмиль Сокольский: «Сквозь наивности стиля и „советскую“ аккуратность строф настойчиво пробивается голос боли, — звук, в подлинности которого не ошибешься. „На горьком языке“ автор говорит об отце и деде: достаточно прочесть „больничный“ цикл, посвященный отцу, чтобы прочувствовать одновременно и надежду, и обреченность, с которыми эти строки рождены»[10].
- Сергей Баталов: «Для Косогова личный опыт, конкретная жизненная ситуация служит лишь основой, отталкиваясь от которой он создает миф о себе самом, наделяя реальную жизненную ситуацию метафизическими чертами. Без понимания этого разговор о поэзии данного автора невозможен»[8].